# Jindřich Bautz
Jindřich Bautz (též Bauc; 30. ledna 1891 Praha – 24. října 1942 koncentrační tábor Mauthausen) byl český podnikatel, podporovatel výsadku Anthropoid, Bioscop a Out Distance popravený nacisty.

## Život
Jindřich Bautz se narodil 30. ledna 1891 v Praze do rodiny Karla Bautze a Terezie Bautzové, rozené Markové. Pracoval jako obchodník a autodopravce, vlastnil realitní kancelář a taxislužbu, kterou mu provozoval šofér. Byl římskokatolického vyznání. Byl ženatý s Josefou Bautzovou, rozenou Valáškovou, jejíž otec Josef Valášek byl obuvníkem, který spolupracoval se módní návrhářkou Hanou Podolskou. Manželé Bautzovi bydleli v pražských Nuslích pod Vyšehradem v Lumírově ulici čp. 601, děti neměli.
Jeho manželka Josefa Baucová působila jako dobrovolná sestra Československého červeného kříže, jenž byl v protektorátu v srpnu 1940 zakázán a zrušen. Řada jeho členů a zaměstnanců pak ale fungovala v ilegalitě a spolupracovala s odbojem. Josefa Baucová spolupracovala s dobrovolnou sestrou Annou Šrámkovou a působila ve stejné jednotce s dalšími dobrovolnými sestrami, které i s rodinami parašutistům pomáhaly - s Marií Bradáčovou a Miroslavou Dubovou.

## Spolupráce s výsadky
U Bautzů v Nuslích přespali oba členové výsadku Anthropoid Jan Kubiš a Jozef Gabčík či velitel výsadku Bioscop Bohuslav Kouba. Ten se otrávil při zatýkání v Kutné Hoře 3. května 1942, aby neohrozil své spolubojovníky a rodiny, které mu pomáhaly. Bautzovi rovněž ubytovávali Karla Čurdu, což bylo strategicky výhodné z toho důvodu, že se poměrně blízko nacházela michelská plynárna (plánovaný cíl sabotážního útoku skupiny Out Distance). Karel Čurda zde přebýval po neúspěšné akci Canonbury a rovněž zde strávil noc z 27. na 28. květen 1942, tedy bezprostředně po atentátu na Reinharda Heydricha. Jeho úkryt ve větrací šachtě gestapo při domovní prohlídce neodhalilo, Čurda hned druhý den ráno odjel ke své matce do Nové Hlíny u Třeboně.

## Zatčení a smrt
Jindřich Bautz s manželkou byli jedni z prvních spolupracovníků parašutistů, které Karel Čurda 16. června 1942 udal gestapu. Zatčeni byli 17. června 1942, z policejní vazby v Praze deportováni do Malé pevnosti Terezín. Dne 29. září 1942 byli stanným soudem odsouzeni k trestu smrti, dne 24. října 1942 v koncentračním táboře Mauthausen zastřeleni.

## Připomínka
- Jméno Jindřicha Bautze a jeho manželky je uvedeno na pomníku spolupracovníků parašutistů a jejich rodinných příslušníků, kteří byli popraveni v německém koncentračním táboře Mauthausenu. V lednu 2011 byl slavnostně odhalen na terase kostela sv. Cyrila a Metoděje v Resslově ulici.[6]
- Na domě, kde bydlela za okupace rodina Bautzových (na adrese Lumírova 601/ 11, v Praha-Nusle) je umístěna pamětní deska s jejich jmény. Věnovaly ji dobrovolné sestry Československého červeného kříže v Nuslích. Na desce je tento nápis:

„V tomto domě žili: Josefa a Jindřich Baucovi, kteří byli pro illeg. činnost zatčeni se svými spolupracovníky dne 21. VI. 1942. Miroslava a Karel Dubovi, Marie a Adolf Bradáčovi popraveni v Mauthausenu dne 24.X. 1942. Čest jejich památce! Dar dobr. sester Čs.Č.K. v Nuslích.“

## Galerie

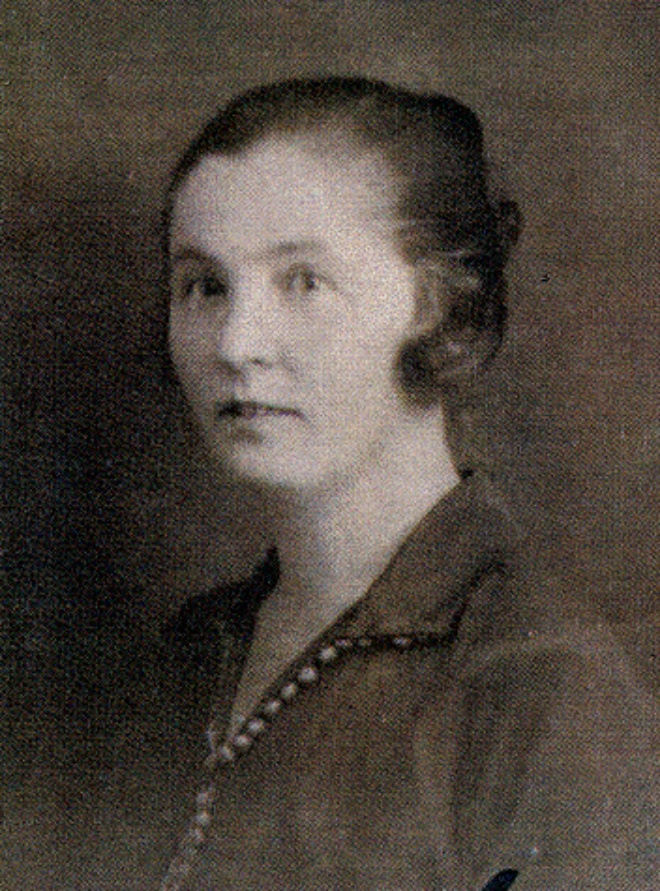
Jeho manželka Josefa Bautzová
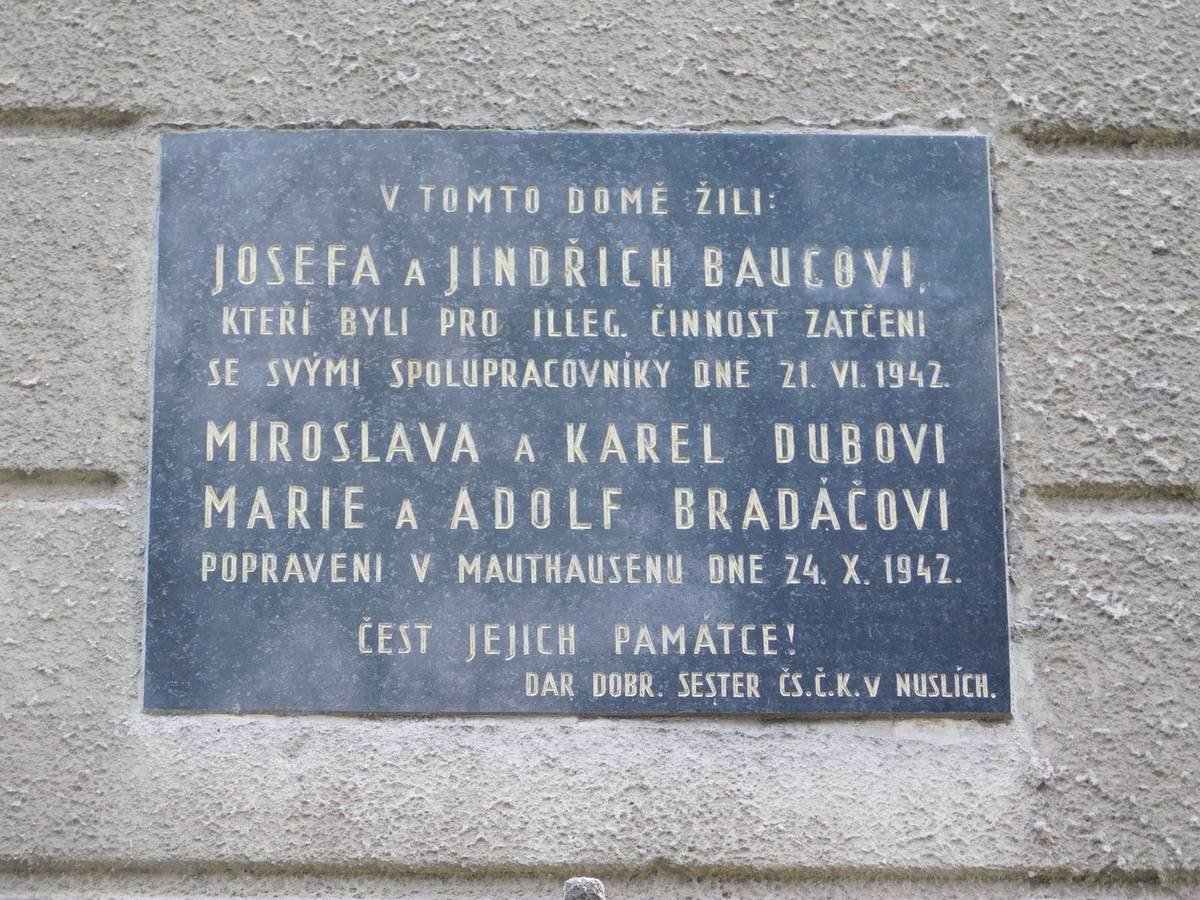
Pamětní deska na domě v Praze-Nuslích, Lumírova 601/ 11
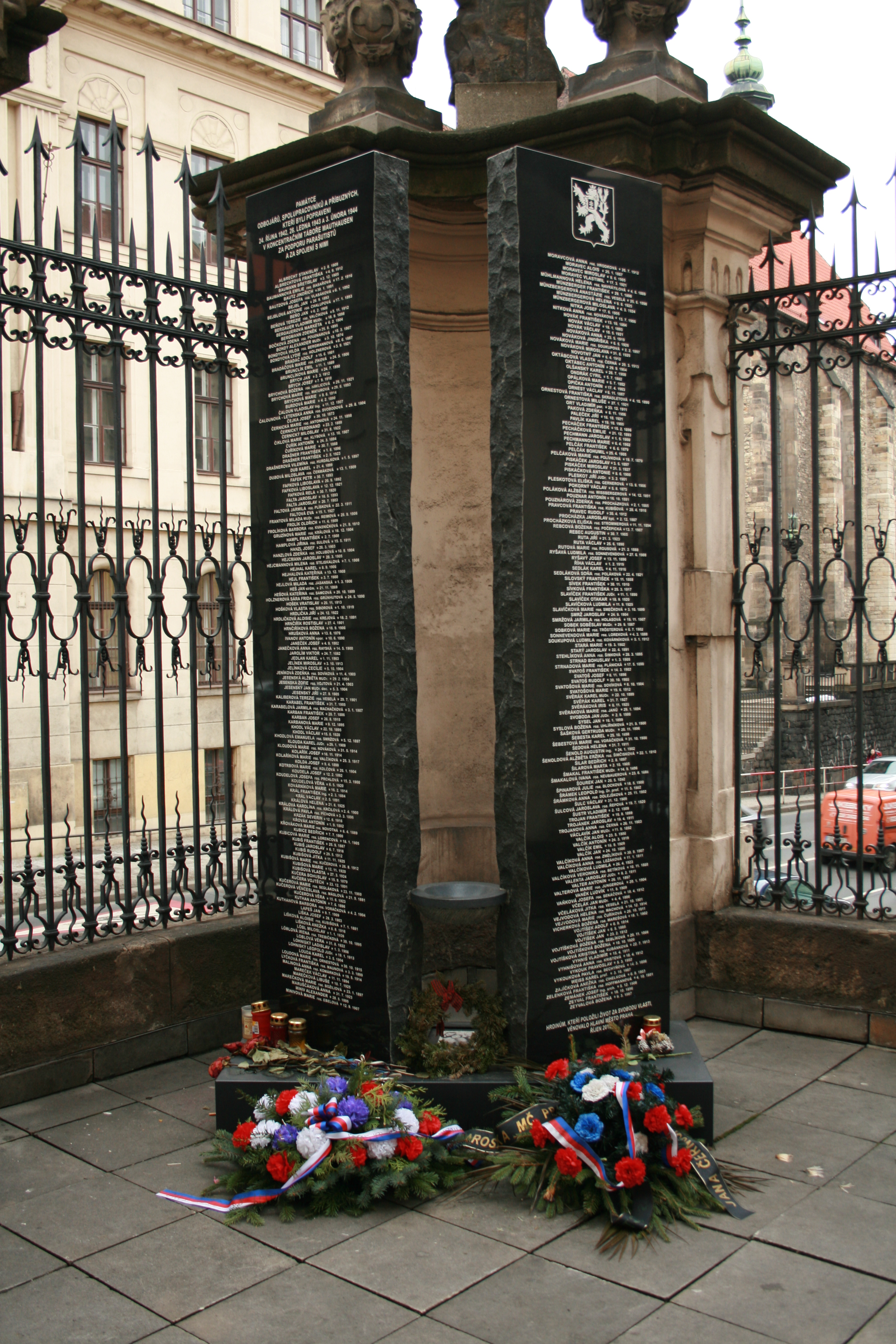
Pomník spolupracovníků parašutistů a jejich rodinných příslušníků na terase kostela sv. Cyrila a Metoděje v Resslově ulici.